# 阿斯泰利克斯历险记
《阿斯泰利克斯历险记》（法語：Astérix），又译《高卢英雄传》，是一套法国系列漫画，由勒内·戈西尼（编剧）和阿尔伯特·乌德佐（Albert Uderzo，漫画家，1977年戈西尼逝世后兼编剧）共同创作。这套漫画在欧洲和南美非常知名，33本漫画书和画册已经译成111种语言和方言，並且多次改編成長篇動畫電影、真人電影、電玩遊戲等，但在中国、日本、美国等地知名度不大。
臺灣公共電視曾代理播出2006年美國版動畫電影，譯名為「維京海盜」。DVD由弘恩文化發行，並收錄中英雙語發音，以及中英字幕，未收錄法語原版。故事中除了主角「阿斯特」和「歐胖」以外，將各個次要角色名字翻譯成有趣的中文諧音以配合劇中臺詞「他們的名字真有趣」。

## 故事梗概
每本画册都以这样一段话开头：
-{
Nous sommes en 50 avant Jésus-Christ ; toute la Gaule est occupée par les Romains... Toute ? Non ! Car un village peuplé d'irréductibles Gaulois résiste encore et toujours à l'envahisseur. Et la vie n'est pas facile pour les garnisons de légionnaires romains des camps retranchés de Babaorum, Aquarium,Laudanum et Petibonum... }-

中文翻译为：故事发生在公元前50年，高卢地区的全境都被罗马占领了……全境吗？不！因为还有一个村庄，那里居住着顽强的高卢人，他们一直在抵抗侵略。村子周围有四个罗马军营，Babaorum, Aquarium, Laudanum和Petibonum，驻扎在那里的士兵们日子可不好过……
事实上，这个村庄得以幸存是因为他们的祭司能制造一种神奇的药水，喝了这种药水的人力大无穷。故事主要讲述的就是阿斯泰利克斯和他的朋友奥贝利克斯（法语：Obélix。他小时候掉进了药水缸，因此不用喝药水就拥有无穷的力量）依靠药水、智慧和勇气，完成一个个艰巨的任务，挫败恺撒的阴谋，保卫村庄的故事。历险的过程中，阿斯泰利克斯和奥贝利克斯周游高卢各地，还经常与外族有接触（维京人，埃及人，希腊人，比利时人等……）。

## 漫画特点

漫画中的一页

- 漫画主要采用法式幽默。利用神奇的药水可以造成许多喜剧情节，比如村民经常可以非常轻松地把一支罗马军队打上天，奥贝利克斯无聊时就在树林里抓野猪和罗马人解闷。漫画中的许多对话以双关语的手段达到幽默效果。但这加大了翻译的难度，这可能是漫画只在欧洲文化圈中流行的原因。
- 两位主人公在游历过程中会碰到各民族的人，角色的口音在漫画中以字体和符号的形式表达出来，增加了喜剧效果。比如，哥特人的台词以黑体写出，维京人的台词中以Ø和Å代替O和A，古埃及人的台词用图画表示（用以模仿象形文字），希腊人的台词字母中没有曲线，伊比利亚人的台词中使用倒置的问号（¿）和感叹号（¡）好像刻在石头上。
- 漫画借用了许多现代概念和刻板印象，比如将哥德人（古德国人）描写得非常军事化，而且经常戴典型的一战德军头盔；再比如古英国人吃的肉食喜欢用水煮，还特别爱喝加了几滴牛奶的热水和热啤酒（漫话中茶作为腓尼基商人为了感谢主人公击退维京海盗的礼物一路阴差阳错被主人公带到了英国）；还有就像伊比利亚人（葡萄牙/西班牙人）跳的舞蹈很像弗拉明戈......等。
- 许多现代名人也在漫画中被恶搞，比如法国前总统希拉克，美国演员施瓦辛格与迪卡普里奥，还有伊丽莎白·泰勒等。
- 古罗马的特点也制造了许多笑料，比如罗马军队中的文职用钉子在石板上刻字记事，速度还非常快。作者偶尔用到一些不再使用的古代法语词汇，以配合故事环境，但是会附以解释。
- 各地的标志景点在漫画中也成为故事的线索，比如有一次奥贝利克斯把狮身人面像的鼻子碰掉。还有一次，两位主人公阴差阳错到了北美，告别了当地被他们误认为是罗马人的印第安人后，来到了一处海岸；阿斯泰利克斯举起火把向可能来往的船只打求救信号的动作与自由女神像如出一辙。
- 有一只海盗船，与主要情节无关，但经常不幸遇到两位主人公，而且每次遇见都被撞个粉粹。水手们非常害怕阿斯泰利克斯，以至有一次遇见他时，自己先把船凿沉。水手中的了望手是个黑人，他发不出小舌音，他的台词中“r”以省音符“'”代替。
- 每个故事结束时都是盛大的宴席，但村里的游吟诗人总是被绑着不能参加。只有一次例外：那次，他用自己五音不全的歌声让维京人知道了什么是怕（法语：peur），因此击退了维京人，成了村庄的英雄。

## 主要人物
漫画中的角色名字在各语言版本间不尽相同，多根据人物性格另取名字。因为没有引进中文版，本条目以法语音译为准。

### 阿斯泰利克斯 Astérix
簡稱「阿斯特」。漫画的主人公，一个智勇双全的勇士。
他年龄不详，身材矮小，金发，大鼻子。他对女性非常有吸引力，但似乎从来没有罗曼史。他随身携带佩剑和一个小包，里面放着神奇药水。他担负着保卫村庄，抵抗罗马侵略的重任。

### 奥贝利克斯Obélix
簡稱「歐胖」。“Obelix”的名字是由“Obelisk”变化来的，意思是方尖塔（古代法国才有的东西），因为他的职业就是制造方尖塔的。
他是阿斯泰利克斯形影不离的好朋友，同年同月同日同时出世的。他身材庞大，傻乎乎的乐天派。
因为小时候他曾经跌进药水缸里，体内总是有超人的力量，所以尽管他很想喝药水，但是祭司帕诺哈米克斯从来不允许他喝，在其中一集中，他还因为私下将一锅的药水喝下而导致全身石化。他的爱好是抓野猪吃、打罗马士兵和投掷巨石，这些对他来说都太简单了。他饭量惊人，最喜欢的食物便是野猪，一次可以吃下三大只的野猪。他似乎从来吃不饱，无论到什么地方都时常申述肚子饿。从第五本漫画《周游高卢》（Le tour de Gaule d'Astérix）开始，他有了一只可爱的小宠物狗Idéfix（英文版本翻译作Dogmatix），也和他形影不离。

### 帕诺哈米克斯 Panoramix
在英文版本中，他的名字叫“Getafix”，是“能够把事情办好”的意思。
他是村裡的祭司，神奇药水的制造者。
除了神奇药水，他还会制造其他药水。每次阿斯泰利克斯出征时，他都会准备很多药水供阿斯泰利克斯在路上用。罗马人进攻时他也会准备很多，村裡人会抢着喝药水，因为他们很享受和罗马军队打群架的快感。但这些药水的配方是他的秘密，他宣称只有祭司能知道配方，而且是通过祭司口口相传，不记录在纸上的。这配方在故事中，只有他一位祭司懂得，其他的祭司都不晓得。药水只能用来对付罗马军队，不能作他用。他是村裡很有威望的长者，重大事件都会征求他的意见。他的长胡子似乎一直在变长。

### 阿素夯斯图利克斯 Assurancetourix
村里的游吟诗人。
在英文版本中，他的名字是“Cacofonix”，是根据英文“Cacophony”变化的，意思是“杂音或刺耳的声音”。
对他的才能有两种意见：他自认是个天才，但是其他人都觉得他五音不全。他一有唱歌的想法就会有人来阻止他（经常被打得很惨），村子里还有一个特别针对他的铁匠，每次阿斯泰利克斯要离开村子周游时，村人们都会欢送他，而这时阿素夯斯图利克斯就会准备唱首歌，而铁匠就会用铁锤打他。每个故事最后的宴会上他都被绑在一边的树上，以免他唱歌而破坏宴会的气氛。
后来，他被追加了一个只要一唱歌就会下雨的能力（阿斯特克思与魔毯）。但结果是经常在放声高歌时被雷劈。
但是，只要他不唱歌，他是一个非常好的人。

### 阿卜哈哈古西克斯 Abraracourcix
至高无上的村长。
一个中年男人，理性、勇敢、有些自大（毕竟他是高卢地区唯一独立的村长），但是没理想（其夫人Impedimenta对此非常恼火）。他在村裡受人尊敬。从《恺撒的礼物》（Le Cadeau de César）开始，有两个人举着盾牌抬着他行动，也经常把他摔下来。

### 恺撒
即凱撒大帝，罗马共和國的最高統治者。
他一直在策划征服这个最后的高卢村庄，但是总是以失败告终。但有时他和村庄也有间接的合作关系。令他头痛的还有罗马元老院的议员。他旁边总有个人用石板记录他的名言。他和阿斯泰利克斯打过很多交道，后者对他的评价是：这人还不是太坏。

### 其他角色
其他经常出现的角色包括
- 村民：都有法兰西的乐天性格，但其中很多脾气暴躁，无论男女老幼都喜欢和罗马人打架，但是不常有这个机会。
- 罗马軍隊：每次都被打得很惨。驻扎在周围的士兵知道村民的厉害，只要軍方高層不催，都不会招惹村民。
- 海盗船：阿斯泰利克斯是他们的灾星，每次相遇都会沉船。

## 影响
- 法国的第一颗人造卫星名为Astérix-1，以纪念阿斯泰利克斯。
- 靠近巴黎有一家阿斯泰利克斯主题公园，知名度不亚于迪士尼乐园。
- 在一期有关法国的时代杂志特刊上，阿斯泰利克斯和奥贝利克斯是封面人物。
- 06年世界杯法国与意大利的决赛被报纸称为罗马军团和高卢村民的较量，很多法国球迷打扮成阿斯泰利克斯和奥贝利克斯到现场加油。
- 耀西岛有一个Boss叫Xilebo,这是恶搞Obelix的名字.

## 阿斯泰利克斯历险记全集清单
1. 1961年 -阿斯特里克斯乐高卢人[Asterix The Gaul] ，在第一张专辑的主要特征介绍。 
- 作者的作风有很多的变化，直到稳定下来，实现到后期的风格，并在余下的系列将继续和发展。罗马人发现秘密的高卢人的力量是来自祭司 Getafix ，所以他们决定捕捉集资并获得配方。阿斯特里克斯以他的智慧拯救了Getafix 。

2. 1962年 -阿斯特里克斯和金镰刀[Asterix and the Golden Sickle]（旅游到卢滕西亚（巴黎）
- Getafix的镰刀折断，所以阿斯特里克斯和Obelix志愿到卢滕西亚购买一把新的。 但有一个神秘的组织控制镰刀的生产和贩售，使镰刀在市场短缺，且价钱昂贵。阿斯特里克斯的任務是必须瓦解组织并购得镰刀。

3. 1963年 -阿斯特里克斯和哥特人[Asterix and the Goths]（旅游到莱哥特（德国））
- 祭司Getafix被哥特人捉获，阿斯特里克斯和Obelix必须到哥特（现在的德国）去救他。在拯救过程中，他们趁机搅乱哥特的内政，使哥特无暇去政府别国。

4. 1964年 -阿斯特里克斯和角斗士[Asterix the Gladiator]（旅游到罗马）
- 罗马的督察到高卢，捕捉并运送Cacofonix给恺撒作为礼物，由于Cacofonix的歌声难听，凯撒命令在竞技赛时，将他扔进狮子圈中 。 .阿斯特里克斯和Obelix以搭便车的方式来到罗马，他们必须成为角斗士去拯救他。

5. 1965年 -阿斯特里克斯和宴会[Asterix and the Banquet] （旅游到各法国城市）
- 在无法征服村落得情况下，罗马人决定建立寨子将它孤立 。 .为了拆除它，阿斯特里克斯罗马人打赌，他可以和Obelix到高卢各地旅行，并带回各地法国的美食，证明罗马人不能阻止他们。这条路线是一个环绕高卢（法国）的活动。 就是在此冒险中，Obelix得到他的狗， Dogmatix 。

6. 1965年 -阿斯特里克斯和克娄巴特拉[Asterix and Cleopatra]（旅游到埃及） 
- 凯撒当着克娄巴特拉的面，揶揄埃及人劣于罗马。克娄巴特拉愤怒的与他打赌，说她的人民能够在创记录的时间建设一个宏伟的宫殿。 Edifis，一个胆小的建筑师被要求执行这奇迹，并邀得他的老朋友Getafix的帮助。 此同时，他的对手和凯撒的代理人试图破坏这一努力。 但他们也成功在三个月内完成了宫殿的建造。

7. 1966年 -阿斯特里克斯的大战斗[Asterix and the Big Fight]（没有旅行）
- 罗马人与亲罗马的高卢语村长合谋，与阿斯特里克斯的纯张宣战，胜者可以吞并败者的村落。与此同时，祭司Getafix被Obelix的尖塔石压着，失去了记忆，使高卢人没有药水，无法对抗强敌。斗争的形式是模仿现代职业拳击赛的样子。

8. 1966年 -阿斯特里克斯在英国[Asterix in Britain]（旅游到英国）
- 在英国的一个小村庄仍然反对罗马的入侵者。但因为没有药水，他们需要帮助，所以阿斯特里克斯表弟到高卢寻求他的援助。

9. 1966年 -阿斯特里克斯和诺曼人[Asterix and the Normans]（没有旅行）
- 诺曼是无所畏惧的，甚至不懂恐惧的概念，所以他们前往高卢，绑架村长Vitalstatistix的侄子Justforkix，要他传授恐惧。

10. 1967年 -阿斯特里克斯与罗马军团[Asterix the Legionary]（旅游到非洲）
- 阿斯特里克斯和Obelix加入罗马军团（在模仿法国外籍军团）在试图寻找被罗马征召的盘尼西亚（Panacea）的未婚夫，盘尼西亚是阿斯特里克斯村落的村民，Obelix对她生起很大的爱恋。他们被送到北非，对抗反叛的西皮奥（Scipio） 。

11. 1968年 -阿斯特里克斯和首领之盾[Asterix and the Chieftain's Shield]（旅游到Arvernian（法国南部城市））
- 经过太多的宴会，祭司Gatafix强迫Vitalstatistix访问到Arvernian医治他的肝痛。同时，凯撒命令他的部下搜索首领Vercingetorix的盾牌 ，要以被高卢人视为爱国的象征的盾牌来克制境内的高卢人。

12. 1968年 -阿斯特里克斯与奥运会[Asterix at the Olympic Games]（全村人旅游到希腊）
- 为了参加奥运会，阿斯特里克村里的高卢人登记为罗马人（因高卢已被罗马统治）。当选举委员会宣布神奇药水是非法使用的兴奋剂，禁止使用时，阿斯特里克斯只好靠他自己的能力（还有智慧）去竞争。

13. 1969年 -阿斯特里克斯和大釜[Asterix and the Cauldron]（旅游在附近的境内）
- Whosemoralsarelastix，是附近的一个村庄的首领，要求Vitalstatistix隐藏他村庄的钱，以防止从罗马人得到它。当钱在阿斯特里克斯的监视下被偷，村人们决定将他流放，直到他可以偿还资金，并重新得到他的荣誉。

14. 1969年 -阿斯特里克斯在西班牙[Asterix in Spain]（旅游到西班牙）
- 在這一集中，Unhygienix首次亮相。Pepe，一名年轻的和被惯坏的孩子，他原来是西班牙人，是西班牙首领的儿子，被罗马人扣为人质，企图让他们投降。阿斯特里克斯和Obelix护送孩子回西班牙。

15. 1970年 -阿斯特里克斯和罗马代理人[Asterix and the Roman Agent]（没有旅行）
- 恺撒在罗马逮捕了一个麻烦制造者，他是被处决在竞技场中被狮子捕食 ，但他成功让狮子互相残杀。 恺撒派他到阿斯特里克斯的村庄，企图破坏他们的团结。

16. 1970年 -阿斯特里克斯在瑞士[Asterix in Switzerland]（旅游到瑞士） 
- 被罗马官员下毒的罗马税务检查员寻求阿斯特里克斯村庄的庇护及治疗。 Gatefix判断医治的方法是要得到银星，或雪绒花，阿斯特里克斯和Obelix到瑞士去寻找，以治愈他的病。

17. 1971年 -阿斯特里克斯和众神之楼[The Mansions of the Gods]（没有旅行）
- 凯撒为了淡化阿斯特里克斯村庄的团结和削弱当地的习俗，在高卢附近建立一个度假村。村民前方百计破坏这项工程，首先是神奇的森林补植，然后在罗马人搬入新夏后吓跑他们，最后又将刚迁入的罗马兵团痛打。

18. 1972年 -阿斯特里克斯和桂冠[Asterix and the Laurel Wreath] （旅游到罗马）
- 村长Vitalstatistix在他憎恨的姐夫家喝到烂醉，并向他姐夫承诺，他将举办一个丰富的宴会，邀请姐夫与会，菜肴中最丰盛的就是恺撒桂冠上的叶片熬煮的汤 。 他命令阿斯特里克斯和Obelix前往罗马找来恺撒德桂冠。

19. 1972年 -阿斯特里克斯和预言家[Asterix and the Soothsayer]（没有旅行）
- 在Getafix不在的时候 ，假先知者在一个倾盆大雨的夜晚来到村庄寻求庇护，然后为村民们进行预测。村民们都已自己的预测，及想听到的来理解，结果被阿斯特里克斯及Gatafix赶出村外，并被罗马军官聘用，以高卢村的灾难将降临在村里，来说服高卢人放弃村庄。

20. 1973年 -阿斯特里克斯在科西嘉[Asterix in Corsica]（旅游到科西嘉）
- 作为庆祝Vercingetorix在Gergovia胜利战役周年活动的一部分，阿斯特里克斯村中高卢人，并他们在旅游中帮助过的朋友们，袭击罗马附近的军营。一个非常斯多亚学派(Stoic)的科西嘉部落首领Boneywasawarriorwayayix被发现遭罗马将领囚禁在罗马军营里 。阿斯特里克斯和Obelix陪他回到科西嘉岛，并团结各个有争议的部落，以对抗罗马人。

21. 1974年 -阿 斯特里克斯和凯撒的礼物[Asterix and Caesar's Gift]（没有旅游）
- 在结束他们的当兵二十年生涯后，凯撒授予老兵们罗马帝国所属地的产业，让他们定居下来。恺撒亲手将阿斯特里克斯的村落送给一位整天醉生梦死的士兵，而这时病却将它送给一位酒保，以换取一些葡萄酒。在妻子怂恿下，酒保将其财产出售，来到阿斯特里克斯的村落，并声称该村是自己的残叶，并要求村民离开。当发现他的所有权是无效的后，他要求竞选首领，导致整个村庄充满敌意。当问题渐趋复杂的时候，这名士兵来到村庄，企图收回村庄得拥有权，在得知不能如愿时，他到附近的罗马驻军中，并要求当地大批的驻军帮助收回他的村庄。

22. 1975 年 -阿斯特里克斯和大横渡[Asterix and the Great Crossing]（旅游到北美洲） 
- 村里的祭司在酿造神奇药水时，需要新鲜的鱼，但村里的鱼贩-Unhygienix（意即不新鲜）

来不及从卢滕西亚（巴黎）进口（尽管他们生活在海边）阿斯特里克斯和Obelix遂出海捕鱼，但因大风浪而迷失方向，最终在大洋彼岸登陆，发现一个新的世界，在那里他们成为一个传奇的美国土著人民。此后不久，一个维京探险家发现了美洲，抓住了第一位发现的当地人（即阿斯特里克斯和Obelix） ，并把他们带回家。这集漫画的笑点在于，没有任何种族能够相互理解，维京人讲的是斯堪的纳维亚语，高卢人不能理解，但它们的狗却可以完美的沟通。 
在1976年改编自动画电影的漫画故事《阿斯特里克斯的十二个任务》出版。该作品被认为是育特若（Uderzo）的弟弟马塞尔（Marcel）的杰作。它很少被印刷出版，通常被排除在阿斯特里克斯漫画名单中。 
1976 -这部漫画称为阿斯特里克斯征服罗马 [Asterix Conquered Romans] 
- 为了证明高卢人是凡人，凯撒挑战村民执行12个只有神才能够履行的任务，类似大力士Hercules 的12项任务。如果他们成功，他将承认失败，并让他们成为罗马的统治者，但如果他们失败，他们将成为他的奴隶。村民接受这项挑战并选择阿斯特里克斯和Obelix代表村庄，最终所有任务都取得成功。

23. 1976 - Obelix的公司[Obelix and Co.]（没有旅行）;讽刺的经济学
- 恺撒派遣他的一名顾问，到高卢人的村庄，企图使他们富裕而颓废，并完全依赖于罗马。他开始通过购买尖石塔（menhir），并不断增加价格，从而说服大多数村民忙于制造及贩卖无用的尖石塔，制造这又雇用其他村民寻找食物。该计划在进行时，他动用了凯撒国库的资金，在资金不足时，他又计划了一个商业活动，将尖石塔出售给罗马市民，但计划因来自埃及的尖石塔和奴隶业制造并售卖尖石塔而失败。

24. 1979 -阿斯特里克斯在比利时[Asterix in Belgium]（旅游到比利时） 
- 当村长Vitalstatistix听说恺撒形容比利时人是所有高卢人中最勇敢的人时，他气呼呼的前往比利时，与比利时人竞赛，以证明他的阿莫里凯（Armorican）族人才是最勇敢的。

[注] 在葛西尼后（ Goscinny）去世 ，育特若（Uderzo）独自继续进行系列故事，写自己的故事的主题，如女性、外国人，或前往印度和亚特兰蒂斯（Atlantis）的故事。这些新的故事往往被批评为缺乏葛西尼的幽默和写作风格，一些粉丝认为，阿斯特里克斯系列故事在比利时结束 。然而，销售数字却清楚表明，没有任何迹象显示阿斯特里克斯系列受欢迎度被削弱。
25. 1980 -阿斯特里克斯和大分裂[Asterix and the Great Divide]（旅游到一个虚构的高卢语村）
- 一个村庄因有两个势均力敌的首领而被分为东西两半，阿斯特里克斯和Obelix被派往调解并团聚村民。而其中一位首领的儿子和另一位首领的女儿相爱，最后事情圆满解决。 这分裂的划分，类似东西德的敌对，而和解象征柏林围墙倒塌 。这故事还明显的参考罗密欧与朱丽叶 。

26. 1981 -阿 斯特里克斯和黑金[Asterix and the Black Gold]（旅游到中东、耶路撒冷）
- 村中的祭司Getafix已经用尽了他的石油，派遣阿斯特里克斯和Obelix到美索不达米亚寻找它。他们是伴随着亲罗马的高卢人祭司Dubbelosix（暗指double O six,即007，但只有006） ，他是个间谍，确保阿斯特里克斯的使命不能完成。这故事表达了对葛西尼的敬意 ，他是个犹太人。

27. 1983 -阿斯特里克斯和儿子[Asterix and Son]（没有旅行）
- 一名男婴神秘的出现在阿斯特里克斯的家门口。村裡没人知道他是谁，所以阿斯特里克斯是被迫成为他的养父与此同时，由布鲁图斯（Brutus）指挥的罗马军队寻找这男婴，因为他就是恺撒的亲生儿子—Caesarion 。

28. 1987 -阿斯特里克斯和魔毯[Asterix and the Magic Carpet]（旅游到印度） 
- 一位印度教的苦行者从遥远的印度来到高卢村，并要求Cacofonix挽救自己的土地脱离干旱，因他的可怕的声音可以导致下雨。Cacofonix在阿斯特里克斯和Obelix 的陪同下，乘坐苦行者的魔毯前往印度，并挽救公主Orinjade的生命，因印度的国师扬言必须牺牲公主的性命，方能制止干旱。

29. 1991年- 阿斯特里克斯和秘密武器[Asterix and the Secret Weapon]（没有旅行）
- 这故事是对女权主义者的讽刺，一名女诗人—Bravura，取代了Cacofonix成为高卢村内学校的教师和农村妇女的“解放者”，造成村内男人离开村庄，生活在森林中。另一边厢，凯撒秘密发出了一个营的女兵，以征服高卢村，因知道高卢人不会对女人用粗。村中的男人和女人必须解决他们之间的分歧，以克服这一威胁。

30. 1996年- 阿斯特里克斯和Obelix在海上的日子[Asterix and Obelix All at Sea]（旅游到亚特兰蒂斯）
- 祭司Gatafix是不准Obelix饮用神奇药水的。但他趁单独留在祭司的小屋时，将整锅的神奇药水喝了。当村裡的人回来时，发现他已经变成了石头，在服下祭司配成一种药水后，Obelix变成个小男孩。与此同时，一群逃离罗马奴隶制的人，抢了凯撒的战船，并寻求高卢村的庇护。之后他们一起前往亚特兰蒂斯，寻求Obelix变回成年人的人方法，而奴隶们即留在了亚特兰蒂斯。

31. 2001年- 阿斯特里克斯和女演员[Asterix and the Actress]（没有旅行）
- 阿斯特里克斯和Obelix的生日时，他们的父母送了他们一把剑及一个头盔，而这剑及头盔却是属于庞贝（Pompey）的，为了取回他的物品，庞贝的属下派了前罗马女演员假扮成盘尼西亚，以窃取属于回剑和头盔，却让凯撒得知庞培在阿莫里凯（Armorica） 。

32. 2003 - 阿斯特里克斯和类法Asterix and the Class Act（大部分故事发生在村内，但一个故事是在卢滕西亚（巴黎））
- 由几个小故事集合而成的，其中包括一个尝试不同的绘画和讲故事的风格。有些故事是葛尼西（Goscinny）写的 。

33. 2005- 阿斯特里克斯和坍塌的天空[Asterix and the Falling Sky]（没有旅行）
- 两个敌对的外太空人的船只出现高卢人的村庄。他们想知道“已传遍整个宇宙”，高卢人所拥有的秘密武器是什么。外太空人的模样，酷似迪士尼人物和美国的超级英雄漫画风格，还有日本漫画风格，类似昆虫的未来机器人。该专辑是育特若（Uderzo）对迪士尼表达的敬意，感谢迪士尼启发他成为一位画家。许多粉丝批评这部专辑的科幻部分，也隐晦的提到美国政府。尽管不是每个人都喜欢这部专辑，也引发一些批评，但据说销售情况很好。

## 改编电影
至今共10部动画电影（不在此列表），4部真人电影（如下）。
- 勇士斗恺撒（英语：Asterix & Obelix Take On Caesar）
- 埃及艳后的任务（英语：Asterix & Obelix: Mission Cleopatra）
- 高卢英雄大战凯撒王子
- 高卢英雄拯救英格兰（英语：Asterix and Obelix: God Save Britannia）